# Spesse volte
Spesse volte (deutsch: Oftmals) ist eine Enzyklika von Papst Leo XIII., die in italienischer Sprache abgefasst und am 5. August 1898 veröffentlicht wurde. Der Papst schreibt an das italienische Episkopat und den Klerus und wendet sich „gegen die Unterdrückung katholischer Institutionen“ in Italien.

## Rückblick und Anklage
„Oftmals“, so beginnt der Papst, habe er sich während seines Pontifikats verpflichtet gefühlt, auf die Nachteile der Kirche hinzuweisen, die nun in ein unerträgliches Maß gesteigert würden. Er melde seinen Protest an und bitte die italienische Öffentlichkeit um Unterstützung. Er zählt mehrere Aktionen gegen die Kirche auf, zum Beispiel:
- Nach dem Verlust der zivilen Macht würde die katholische Kirche in Italien ihrer elementaren Lehren und Handlungen bestohlen worden sein;
- ihr einheimischer Einfluss im öffentlichen und gesellschaftlichen Leben sei unterdrückt worden;
- Mönchsklöster würden unterdrückt und Frauenklöster geschlossen;
- kirchliches Eigentum würde beschlagnahmt;
- den Geistlichen würde der Militärdienst aufgezwungen und
- die Freiheit des Heiligen Stuhles würde von ungerechten Maßnahmen gefesselt.

Das Ergebnis dieser Missstände seien Bitterkeit, Uneinigkeit, Streit und die Störung des öffentlichen Friedens. Bereits in mehreren Schreiben an das italienische Volk habe er auf die ernsten Folgen dieser religiösen Dekadenzen und Entwicklungen hingewiesen. Es sei der Fortschritt von Sozialismus und Anarchie, welcher der Nation zu Schaden gereiche.

## Aufruf zum Handeln
Religion und Gesellschaft seien in Gefahr. Es gelte deshalb jetzt, Aktivitäten zu entfalten und dieses mit rechtmäßigen Mitteln. Diese Forderungen, welche er bereits in den Enzykliken Dall’alto dell’Apostolico Seggio (15. Oktober 1890) und Custodi di quella fede (8. Dezember 1892) genannt habe, müssten nun – trotz der bisherigen Erfolge – weiterhin umgesetzt werden. Den Randalierern müsse Einhalt geboten werden. Sie seien es, die in krankhafter Weise den Unfrieden in mehrere Teile Italiens bringen würden. Auch der ständige Vorwurf an die katholischen Verbände, durch ihre Tätigkeiten das öffentliche Leben Italiens zu zerstören, könne nicht hingenommen werden. Deshalb sei beabsichtigt, diese falschen Ideen durch Predigten und Veröffentlichungen zu zerstreuen. Die guten Tugenden und die unveränderlichen Prinzipien der Religion sollten die italienischen Katholiken nicht dazu bewegen, gegen die öffentliche Verwaltung zu revoltieren, aber sie sollten sich für die Gerechtigkeit und den Frieden einsetzen, worauf friedliche Bürger ein Recht hätten.